# Episodi di Scooby-Doo and Guess Who? (seconda stagione)
La seconda stagione della serie animata Scooby-Doo and Guess Who?, composta da 26 episodi, è stata trasmessa in modo discontinuo sulla piattaforma streaming Boomerang negli Stati Uniti d'America, dal 1º ottobre 2020 al 1º ottobre 2021. Alcuni episodi sono stati trasmessi in anteprima mondiale in altri Paesi.
In Italia la serie è stata trasmessa sul canale Boomerang dal 22 ottobre 2020 al 28 aprile 2021 con un ordine diverso rispetto alla programmazione originale e alcuni episodi esclusivamente on-demand.
| Nº USA | Nº Ita | Titolo originale                                         | Titolo italiano                      | Prima TV originale | Prima TV Italia             |
| ------ | ------ | -------------------------------------------------------- | ------------------------------------ | ------------------ | --------------------------- |
| 1      | 2      | The Phantom, the Talking Dog and the Hot Hot Hot Sauce!  | Un fantasma a teatro                 | 1º ottobre 2020    | 23 ottobre 2020             |
| 2      | 14     | The Last Inmate!                                         | Un fantasma dietro le sbarre         | 1º ottobre 2020    | 12 aprile 2021              |
| 3      | 1      | The Horrible Haunted Hospital of Dr. Phineas Phrag!      | L'ospedale infestato                 | 1º ottobre 2020    | 22 ottobre 2020             |
| 4      | 3      | The Hot Dog Dog!                                         | Sfida tra mangiatori                 | 1º ottobre 2020    | 24 ottobre 2020             |
| 5      | 4      | A Moveable Mystery!                                      | La sfilata parigina                  | 1º ottobre 2020    | 25 ottobre 2020             |
| 6      | 5      | The Feast of Dr. Frankenfooder!                          | Il banchetto del dottor Frankenciber | 1º ottobre 2020    | 26 ottobre 2020             |
| 7      | 6      | A Fashion Nightmare!                                     | Un incubo alla moda                  | 1º ottobre 2020    | 27 ottobre 2020             |
| 8      | 7      | Scooby on Ice!                                           | Il mostro dei ghiacci                | 1º ottobre 2020    | 28 ottobre 2020             |
| 9      | 8      | Caveman on the Half Pipe!                                | Il cavernicolo delle nevi            | 1º ottobre 2020    | 29 ottobre 2020             |
| 10     | 9      | The Crown Jewel of Boxing!                               | Il museo della boxe                  | 1º ottobre 2020    | 30 ottobre 2020             |
| 11     | 10     | The Internet on Haunted House Hill!                      | La star del web                      | 1º ottobre 2020    | 31 ottobre 2020             |
| 12     | 11     | The 7th Inning Scare!                                    | La maledizione del settimo inning    | 1º ottobre 2020    | 3 novembre 2020 (on-demand) |
| 13     | 12     | The Dreaded Remake of Jekyll & Hyde!                     | Un mostro sul set                    | 1º ottobre 2020    | 4 novembre 2020 (on-demand) |
| 14     | 20     | Total Jeopardy!                                          | Il robot saputello                   | 13 novembre 2020   | 20 aprile 2021              |
| 15     | 23     | Dark Diner of Route 66!                                  | I mostri di fango                    | 25 febbraio 2021   | 23 aprile 2021              |
| 16     | 13     | Lost Soles of Jungle River!                              | Avventura in Amazzonia               | 1º ottobre 2021    | 5 novembre 2020 (on-demand) |
| 17     | 15     | The Tao of Scoob!                                        | La scultura mostruosa                | 1º ottobre 2021    | 13 aprile 2021              |
| 18     | 16     | Returning of The Key Ring!                               | L'alleanza dell'anello               | 1º ottobre 2021    | 14 aprile 2021              |
| 19     | 17     | Cher, Scooby and The Sargasso Sea!                       | Il ritorno dell'Uomo Squalo          | 1º ottobre 2021    | 15 aprile 2021              |
| 20     | 18     | The Lost Mines of Kilimanjaro!                           | Le miniere di Re Salomone            | 1º ottobre 2021    | 16 aprile 2021              |
| 21     | 19     | The Legend Of The Gold Microphone!                       | La leggenda del microfono d'oro      | 1º ottobre 2021    | 19 aprile 2021              |
| 22     | 21     | Scooby-Doo and the Sky Town Cool School!                 | Lo pterodatillo delle nevi           | 1º ottobre 2021    | 21 aprile 2021              |
| 23     | 22     | Falling Star Man!                                        | L'astronave cadente                  | 1º ottobre 2021    | 22 aprile 2021              |
| 24     | 24     | A Haunt of a Thousand Voices!                            | Un tuffo nel passato                 | 1º ottobre 2021    | 26 aprile 2021              |
| 25     | 25     | Scooby-Doo, Dog Wonder!                                  | Il mistero dei vasi rubati           | 1º ottobre 2021    | 27 aprile 2021              |
| 26     | 26     | The Movieland Monsters! (The TV and Movieland Monsters!) | Il fantasma virtuale                 | 1º ottobre 2021    | 28 aprile 2021              |

## Un fantasma a teatro
Un fantasma sta facendo scappare gli attori dallo spettacolo di Kacey Musgraves, la quale chiama Daphne il resto della gang per aiutarla a risolvere il caso.
- Guest Star: Kacey Musgraves
- Mostro: fantasma

## L'ospedale infestato
Mentre risolvono il mistero di un ospedale infestato da un mostro insetto, i ragazzi incontrano Kristen Schaal, loro compagna di giochi d'infanzia, che proverà a immedesimarsi come componente della Mystery Inc. per riuscire a venire a capo del mistero.
- Guest Star: Kristen Schaal
- Mostro: mostro di Phineas Phrag

## Sfida tra mangiatori
La gang viene chiamata a salvare una fabbrica di hot dog dalla distruzione da parte di un mostro albero. Nel frattempo si sta svolgendo una gara di mangiatori a cui il famoso mangiatore competitivo Joey Chestnut sta partecipando.
- Guest Star: Joey Chestnut
- Mostro: mostro albero

## La sfilata parigina
La Mystery Inc. si trova a Parigi per risolvere il mistero di un gargoyle. Dopo il fallimento di una delle trappole di Fred, Velma chiede aiuto alla famosa supermodella Gigi Hadid, sua ex-compagna di università di criminologia, che si trova in città per una sfilata.
- Guest Star: Gigi Hadid
- Mostro: Gargoyle

## Il banchetto del dottor Frankenciber
La gang si trova a dover risolvere il mistero del mostro interamente fatto di cibo che infesta il castello della famiglia del cuoco Alton Brown.
- Guest Star: Alton Brown
- Mostro: mostro di Frankenciber

## Un incubo alla moda
Scooby e i suoi amici vengono chiamati a risolvere il mistero del fantasma degli ascensori di un Gran Magazzino che sta facendo scappare tutti i clienti, tranne lo stilista Tim Gunn.
- Guest Star: Tim Gunn
- Mostro: fantasma dell'ascensore

## Il mostro dei ghiacci
La gang si reca in Austria dove Daphne dovrà gareggiare come pattinatrice di ghiaccio artistica, istruita da Tara Lipinski. Purtroppo un mostro di ghiaccio rovina la vacanza.
- Guest Star: Tara Lipinski
- Mostro: mostro dei ghiacci

## Il cavernicolo delle nevi
La gang si trova ad indagare sul caso di un misterioso cavernicolo mentre sono in vacanza in montagna. Verranno aiutati dalla famosa snowboardista Chloe Kim a risolvere il mistero.
- Guest Star: Chloe Kim
- Mostro: cavernicolo

## Il museo della boxe
Scooby e la gang si trovano faccia a faccia con la campionessa di boxe Laila Ali mentre indagano sul caso di un robot impazzito che vuole distruggere il suo nuovo museo.
- Guest Star: Laila Ali
- Mostro: robot

## La star del web
Shaggy viene invitato dalla youtuber Liza Koshy per creare dei video per recensire diversi tipi di pizze. Al loro arrivo, la gang scopre che in realtà Liza sta girando un video su una casa di fantasmi.
- Guest Star: Liza Koshy
- Mostro: fantasma jazz

## La maledizione del settimo inning
La gang viene invitata da Macklemore ad un incontro di baseball che si trasforma in un incubo quando un mostro mascotte si manifesta tra i giocatori.
- Guest Star: Macklemore
- Mostro: mascotte

## Un mostro sul set
Daphne lavora da controfigura per Sandy Duncan sul sequel del film su cui hanno lavorato insieme anni prima. Purtroppo un vero mostro di Mr. Hyde semina il panico tra il cast e gli addetti.
- Guest Star: Sandy Duncan
- Mostro: Mr. Hyde
- Note:

1. Si tratta della seconda volta che Sandy Duncan appare come guest star in un episodio del franchise. La prima volta fu nell'episodio Misteri sul set della serie Speciale Scooby a cui Scooby-Doo and Guess Who? fa da remake. Infatti anche nella serie del 1972 ogni episodio vedeva la gang imbattersi in una guest star. Inoltre, la trama dell'episodio fa da sequel a quella di Misteri sul set, in cui Daphne fa da controfigura a Sandy Duncan nelle riprese di un film basato sulla storia di Dr. Jekyll e Mr. Hyde. Così come in questo episodio, anche in passato il mostro che rovina la produzione è Mr. Hyde, nonostante i design diversi.
2. È la quarta volta che la gang si imbatte in un mostro basato sul personaggio letterario di Mr. Hyde. Il primo fu nell'episodio Vita dura per Mr. Hyde della serie Scooby-Doo! Dove sei tu?, in seguito nell'episodio Misteri sul set e per finire nel film Scooby-Doo e la maschera di Blue Falcon.

## Un fantasma dietro le sbarre
La gang si trova ad investigare il mistero del fantasma del prigioniero di un ex-penitenziario abbandonato. Quello che non sanno è che il leggendario attore Morgan Freeman sta girando un documentario proprio in quella prigione. Quando l'attore scopre del fantasma si unisce alla gang e finisce per registrare un documentario sulla risoluzione dei misteri.
- Guest Star: Morgan Freeman
- Mostro: Fantasma del prigioniero

## Avventura in Amazzonia
La gang si dirige verso l'Amazzonia per cercare una leggendaria fabbrica di scarpe insieme all'attore Jason Sudeikis.
- Guest Star: Jason Sudeikis
- Mostro: mostro serpente

## La scultura mostruosa
La gang accompagna Scooby ad incontrare la sua amica del corso d'arte, l'attrice Lucy Liu, per l'inaugurazione del suo nuovo museo. Una volta arrivati, però, scoprono che una scultura ha preso vita ed è alla ricerca di un pezzo di legno, a prima vista senza valore.
- Guest Star: Lucy Liu
- Mostro: scultura mostruosa

## L'alleanza dell'anello
Daphne porta la gang a cena per conoscere il suo amico Sean Astin, attore nella saga de Il Signore degli Anelli, il quale è rimasto traumatizzato dalla parola "anello" da quando ha girato i film. Nonostante ciò, i ragazzi trovano nel parcheggio del locale una chiave, il cui portachiavi ad anello riaccende in Sean lo spirito dell'avventura che spinge lui e i ragazzi ad investigare sul mistero di una pianta carnivora in un negozio di ferramenta.
- Guest Star: Sean Astin
- Mostro: pianta carnivora

## Il ritorno dell'Uomo Squalo
La gang viene invitata sullo yacht della loro amica Cher per festeggiare il compleanno di Scooby, ma viene interrotta da un misterio Uomo Squalo, pronto a seminare il panico.
- Guest Star: Cher
- Mostro: Uomo Squalo
- Note: Si tratta della seconda volta che Cher appare come guest star in un episodio del franchise. La prima volta fu nell'episodio Il segreto dell'isola degli squali della serie Speciale Scooby a cui Scooby-Doo and Guess Who? fa da remake. Inoltre, ne Il segreto dell'isola degli squali, la gang e Cher, insieme all'ora defunto ex marito Sonny Bono, alloggiano in un hotel infestato proprio da due uomini squalo, proprio come in questo episodio.

## Le miniere di Re Salomone
La gang si trova in Tanzania, dove si imbatte in un gorilla gigante e nella famosa attrice Jessica Biel, alla ricerca delle miniere di Re Salomone, al di sotto del monte Kilimangiaro. Insieme dovranno capire se il gorilla si trova in pericolo o se si stratta di una messa scena per trovare il tesoro che si trova nelle miniere.
- Guest Star: Jessica Biel
- Mostro: gorilla gigante

## La leggenda del microfono d'oro
I ragazzi si dirigono all'apertura del nuovo centro artistico per ragazzi ad Harlem di Joseph Simmons, ovvero il rapper Reverend Run. Purtroppo però, nessuno si presenta all'evento per colpa dei fantasmi di due artisti deceduti nel 1920. 
- Guest Star: Joseph Simmons
- Mostro: fantasmi di Tales e Ossa

## Il robot saputello
Velma e Shaggy competono come partecipanti al telepremi Jeopardy! condotto da Alex Trebek, contro un robot con un alto quoziente intellettivo. Ma Velma sembra avere la meglio su ogni risposta, il quale fa andare il robot in cortocircuito. Nonostante ciò lo show va avanti mentre Daphne, Fred investigano sull'accaduto e Scooby tifa per Shaggy.
- Guest Star: Alex Trebek e Johnny Gilbert
- Mostro: robot saputello
- Nota: Prodotto su licenza di Sony Pictures Television. Il robot è un riferimento a The IBM Challenge, una serie di episodi del 2011 su Jeopardy! dove il loro robot Watson ha giocato un pareggio a due gambe contro i campioni Brad Rutter e Ken Jennings. Questo episodio è stato dedicato alla famiglia Trebek, poiché la sua data di messa in onda originale negli Stati Uniti è stata anticipata dopo la sua morte l'8 novembre 2020, in onda cinque giorni dopo, il 13 novembre.

## Lo pterodatillo delle nevi
Fred sorprende i suoi amici portandoli alla Scuola per Tosti di Billy Dee Williams, leggendario attore americano. Purtroppo le lezioni vengono interrotte da uno pterodatillo insistente.
- Guest Star: Billy Dee Williams
- Mostro: pterodattilo

## L'astronave cadente
La gang si trova in Louisiana quando assiste alla caduta di un meteorite che si rivela essere un'astronave cadente. Dal cratere, per di più, esce un alieno con intenzioni poco buone. I ragazzi vengono aiutati a scappare da Terry Bradshaw, il quale vive proprio nelle vicinanze. 
- Guest Star: Terry Bradshaw
- Mostro: alieno

## I mostri di fango
La gang è sulla famosa Route 66 per incontrare un amico di Shaggy ad un ristorante nel mezzo del nulla. Purtroppo, però, dei mostri di fango si fiondano sulla Mystery Machine e la rubano, lasciando i ragazzi a piedi. Una volta arrivati al ristorante la gang incontra il cantante Axl Rose, con cui Shaggy e Scooby si definiscono assaggiatori di torte professionisti. Mentre fanno la conoscenza di potenziali sospetti, Fred, Velma e Daphne vengono rapiti e toccherà a Shaggy, Scooby e Axl salvarli.
- Guest Star: Axl Rose
- Mostro: mostri di fango

## Un tuffo nel passato
La gang visita la dimora del famoso doppiatore Frank Welker per assistere alla registrazione dell'episodio di un famoso cartone con Matthew Lillard, Grey Griffin e Kate Micucci i cui personaggi sembrano essere molto simili ai ragazzi. In più, le loro voci sembrano assomigliarsi fin troppo! Purtroppo però le registrazioni vengono interrotte da ben 4 mostri.
- Guest Star: Frank Welker, Matthew Lillard, Grey Griffin e Kate Micucci
- Mostri: Brutus, Charlie il Robot, Pirata Barbarossa, Capitano Cutler
- Note:

1. le guest stars dell'episodio sono i doppiatori della gang originale. Anche le loro voci italiane sono le stesse della Scooby gang.
2. Nella versione originale Frank Welker presta sia la voce a Fred che Scooby ma in quella italiana, due doppiatori diversi doppiano il personaggio. Nonostante ciò, l'uomo viene doppiato nell'episodio dalla voce di Fred, tranne quando imita Scooby, in cui è sostituito dal doppiatore dell'alano.
3. Questa non è la prima volta che le versioni animate della gang appaiono in un episodio del cartone. La prima volta successe in Ammiratori segreti della serie Le nuove avventure di Scooby-Doo ma solamente per pochi secondi e senza dialoghi. Vengono smascherati dalla gang come comparse travestite dai ragazzi della Scooby gang per incolparli in alcuni crimini, ingaggiati da JC Chasez. Tuttavia all'epoca solo le identità di Fred e Daphne erano quelle dei loro doppiatori attuali, ovvero Frank Welker e Grey DeLisle, mentre per Velma e Shaggy erano le voci che avevano allora, ovvero Mindy Cohn e Casey Kasem.
4. L'episodio presenta numerosi riferimenti sul franchise. Per esempio, Frank Welker dice di aver comprato la sua casa fittizia nel 1969, ovvero l'anno in cui iniziò la serie.
5. I mostri che appaiono nell'episodio sono ricreazioni di alcuni mostri apparsi nella prima serie Scooby-Doo! Dove sei tu?: Charlie il Robot apparve per la prima volta ne Il mistero di Fiabilandia e in seguito nei videogiochi Scooby-Doo and the Cyber Chase, Scooby-Doo!: Night of 100 Frights, in un episodio parodistico di Harvey Birdman, Attorney at Law e in alcuni fumetti; il Pirata Barbarossa apparve per la prima volta ne Il vascello fantasma, nei videogiochi Scooby-Doo!: Night of 100 Frights e Scooby-Doo! Who's Watching Who, in un episodio parodistico di Harvey Birdman, Attorney at Law, in Scooby-Doo! Frankenstrizza e in alcuni fumetti; il Capitano Cutler apparve per la prima volta ne Un indizio per Scooby e successivamente in Scooby-Doo 2 - Mostri scatenati, Scooby-Doo! Il mistero ha inizio, nelle serie Scooby-Doo! Mystery Incorporated, Be Cool, Scooby-Doo!, in altri episodi di Scooby-Doo and Guess Who?, nei videogiochi Scooby-Doo!: Night of 100 Frights e Scooby-Doo! Unmasked e in alcuni fumetti; Brutus apparve per la prima volta in Che marasma c'è un fantasma, in Scooby-Doo e il viaggio nel tempo, Scooby-Doo 2 - Mostri scatenati, Scooby-Doo! Mystery Incorporated, in altri episodi di Scooby-Doo and Guess Who?, nei videogiochi Scooby-Doo!: Night of 100 Frights e in alcuni fumetti. Il nome italiano di quest'ultimo è variato nel corso delle varie iterazioni. Durante la sua prima apparizione fu chiamato solo mostro, in Scooby-Doo! Mystery Incorporated viene chiamato "Brividoso" e in questo episodio e in Scooby-Doo e il viaggio nel tempo viene chiamato Brutus.

## Il mistero dei vasi rubati
La gang si trova nel mezzo di un furto in cui la creatura leggendaria Medusa ruba dei vasi di inestimabile valore per poi essere inseguita dai supereroi Blue Falcon e Cane Prodigio. Nella commozione, però, Blue Falcon viene rapito. Per questo Dynomutt chiede a Scooby di essere il suo personale Cane Prodigio per ritrovare Blue Falcon e risolvere il mistero.
- Guest Star: Blue Falcon e Cane Prodigio
- Mostro: Medusa
- Note: Si tratta dell'ennesimo cross-over tra la Scooby gang e i supereroi già apparsi in Scooby-Doo! Mystery Incorporated, Scooby-Doo e la maschera di Blue Falcon e Scooby!.

## Il fantasma virtuale
I ragazzi aiutano l'attrice Carol Burnett a collaudare il suo nuovo apparecchio di realtà virtuale per visitare i set di film classici come Casablanca e Il Mago di Oz ma un fantasma semina il panico.
- Guest Star: Carol Burnett
- Mostro: fantasma virtuale